# Goente
Goente (llamada oficialmente San Martiño de Goente) es una parroquia y un lugar español del municipio de Puentes de García Rodríguez, en la provincia de La Coruña, Galicia.

## Entidades de población
Entidades de población que forman parte de la parroquia:
- Ar (O Ar)
- Caibancas (As Caivancas)
- Ferreiras (As Ferreiras)
- Goente
- Laurentín (Lourentín)
- O Piñeiral
- Palmeiro (O Palmeiro)
- Pena do Millo (A Pena do Millo)
- Pena do Tizón (A Pena do Tizón)
- Picobello (O Pico Vello)
- Porto dos Frades
- Regalados (Os Regalados)
- Ameneiros (Os Ameneiros)
- Cabana (A Cabana)
- Casilla (A Casilla)
- Congostras (As Congostras)
- Cornas
- Empalme (O Empalme)
- La Iglesia (A Igrexa)
- Porto Liñares
- Sánchez (Os Sánchez)
- Vista Alegre
- Xestal (O Xestal)
- A Pedreira

## Despoblado
- Calisto (Cascalisto)

## Demografía

### Parroquia
| Gráfica de evolución demográfica de Goente (parroquia) entre 2000 y 2019 |
|                                                                          |
| Datos según el nomenclátor publicado por el INE.                         |

### Lugar
| Gráfica de evolución demográfica de Goente (lugar) entre 2000 y 2019 |
|                                                                      |
| Datos según el nomenclátor publicado por el INE.                     |